# Inträde
Inträde eller entréavgift innebär rätten att bevista en offentlig plats eller evenemang, såsom:
- nyttighet – till exempel ett badhus, gym eller liknande
- miljö – till exempel en park eller utställning
- föreställning – till exempel en konsert, teater, biograf eller idrottstävling,
- nöjesinrättning – till exempel nöjespark, dansbana, eller liknande.

Inträdet är antingen fritt, det vill säga man är välkommen utan att erlägga någon avgift, eller så krävs att en sådan erläggs.
Erläggs en avgift, erhåller man ofta ett bevis om detta, som berättigar till inträdet. Om beviset gäller för ett enstaka inträde, kallas det biljett eller pollett. Gäller det för visst antal inträden kallas det klippkort (även kallat stämpelkort) eller kuponger. Gäller det för obegränsat antal inträden under viss tid kallas det periodkort, såsom månadskort, årskort, eller liknande.